# علاج كمي
الشفاء الكمي هو نهج من الطب البديل يُصنَّف على نطاق واسع ضمن العلوم الزائفة، إذ يعتمد على مزيج غير مثبت علميًا من مفاهيم مستمدة أو يُزعم أنها مستمدة من ميكانيكا الكم، وعلم النفس، والفلسفة، وعلم الأعصاب الفسيولوجي. يروّج أنصاره لفكرة أن الظواهر الكمومية تتحكم في الصحة والرفاه الجسدي والعقلي، مستندين إلى مفاهيم مثل ازدواجية الموجة والجسيم والجسيمات الافتراضية، فضلًا عن مفاهيم عامة كـ”الطاقة” و”الاهتزازات”.

## التاريخ
ديباك شوبرا مصطلح “الشفاء الكمي” عندما نشر الطبعة الأولى من كتابه الذي يحمل هذا العنوان عام 1989. وقد وُصفت مناقشاته حول الشفاء الكمي بأنها “ثرثرة تقنية غير مترابطة تغص بالمصطلحات العلمية”، وهو ما يُثير استياء المتخصصين في الفيزياء، كما اعتُبرت مثالًا على “إعادة تعريف الخطأ”.
ورغم أن الشفاء الكمي يحظى بعدد من المؤيدين المتحمسين، فإن المجتمع العلمي ينظر إليه على نطاق واسع باعتباره غير منطقي. وتتمحور أبرز الانتقادات حول إساءة تفسير الفيزياء الحديثة، خصوصًا أن الأجسام الكبيرة مثل جسم الإنسان أو الخلايا لا يمكنها إظهار خصائص كمومية حقيقية مثل التداخل أو انهيار دالة الموجة.
ويؤكد الفيزيائي ومُبسط العلوم براين كوكس أن إساءة استخدام مصطلح “كمي”، كما في تعبير “الشفاء الكمي”، له تأثير سلبي على المجتمع، إذ يُقوض الثقة في العلوم الحقيقية ويُثبط الناس عن التوجه إلى الطب التقليدي. ويضيف أن “بعض العلماء يرون أن التشويه المتعمد وسوء استخدام المفاهيم العلمية المصاحب غالبًا لإدماجها في الثقافة الشعبية هو ثمن باهظ لا يمكن قبوله”.

## انظر أيضآ
- تصوف كمي
- عقل كمي